# Neil Immerman
Neil Immerman es un informático teórico estadounidense, profesor de ciencias de la computación en la Universidad Amherst Massachusetts. Es uno de los desarrolladores clave de la teoría de la complejidad descriptiva.
Immerman es editor de la SIAM Journal on Computing y de Logical Methods in Computer Science. Recibió su grados académicos de B.S. y M.S. en la Universidad Yale en 1974 y su Ph.D. en la Universidad Cornell en 1980 bajo la supervisión de Juris Hartmanis, ganador del Premio Turing en Cornell. Su libro "Descriptive Complexity" apareció fue publicado en 1999.
Immerman es el ganador, junto con Róbert Szelepcsényi, del Premio Gödel otorgado en 1995 por su demostración del Teorema de Immerman-Szelepcsényi, un resultado que dice que las clases de complejidad NSPACE son cerradas bajo la operación complemento. Immerman es miembro honorario de la ACM y un becado por la Beca Guggenheim.